# Public Ivy

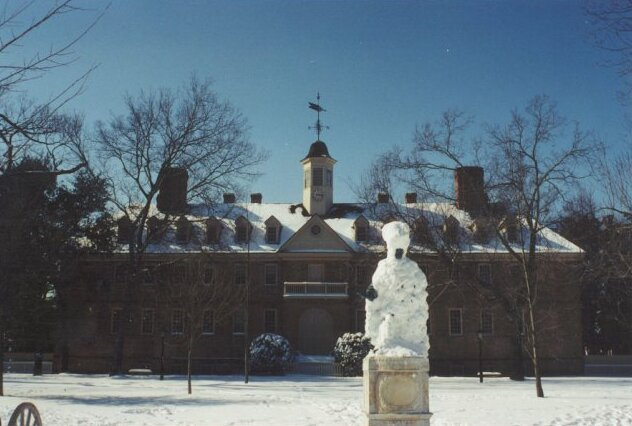
Wren Building (College of William & Mary)

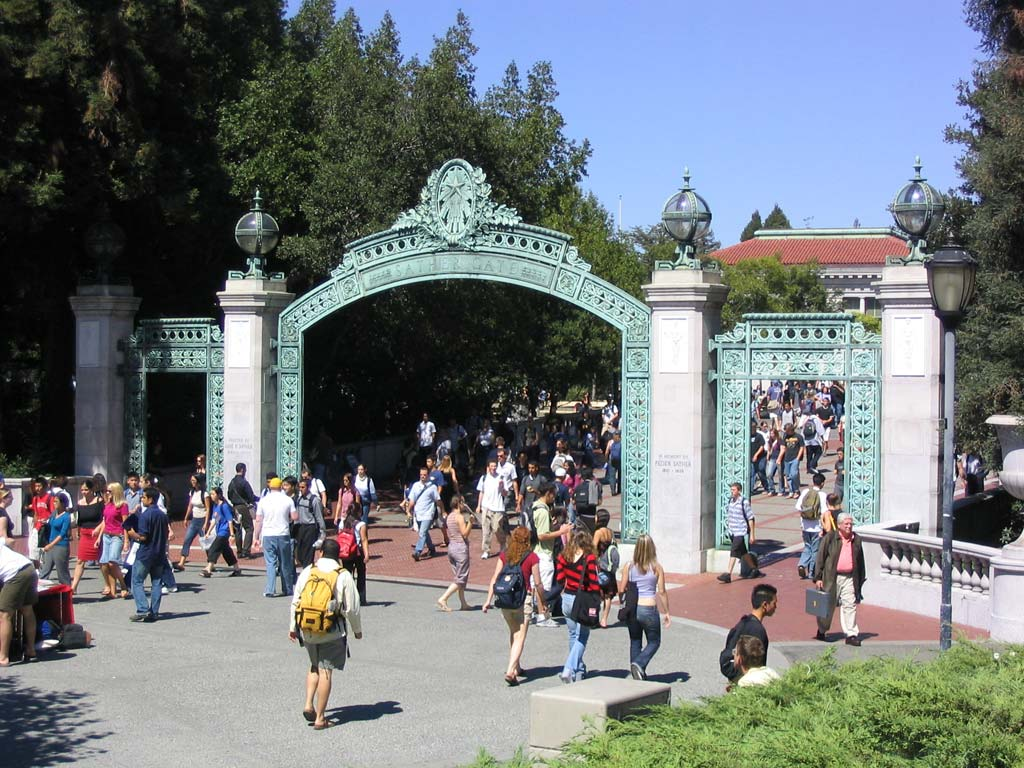
Sather Gate (University of California – Berkeley)

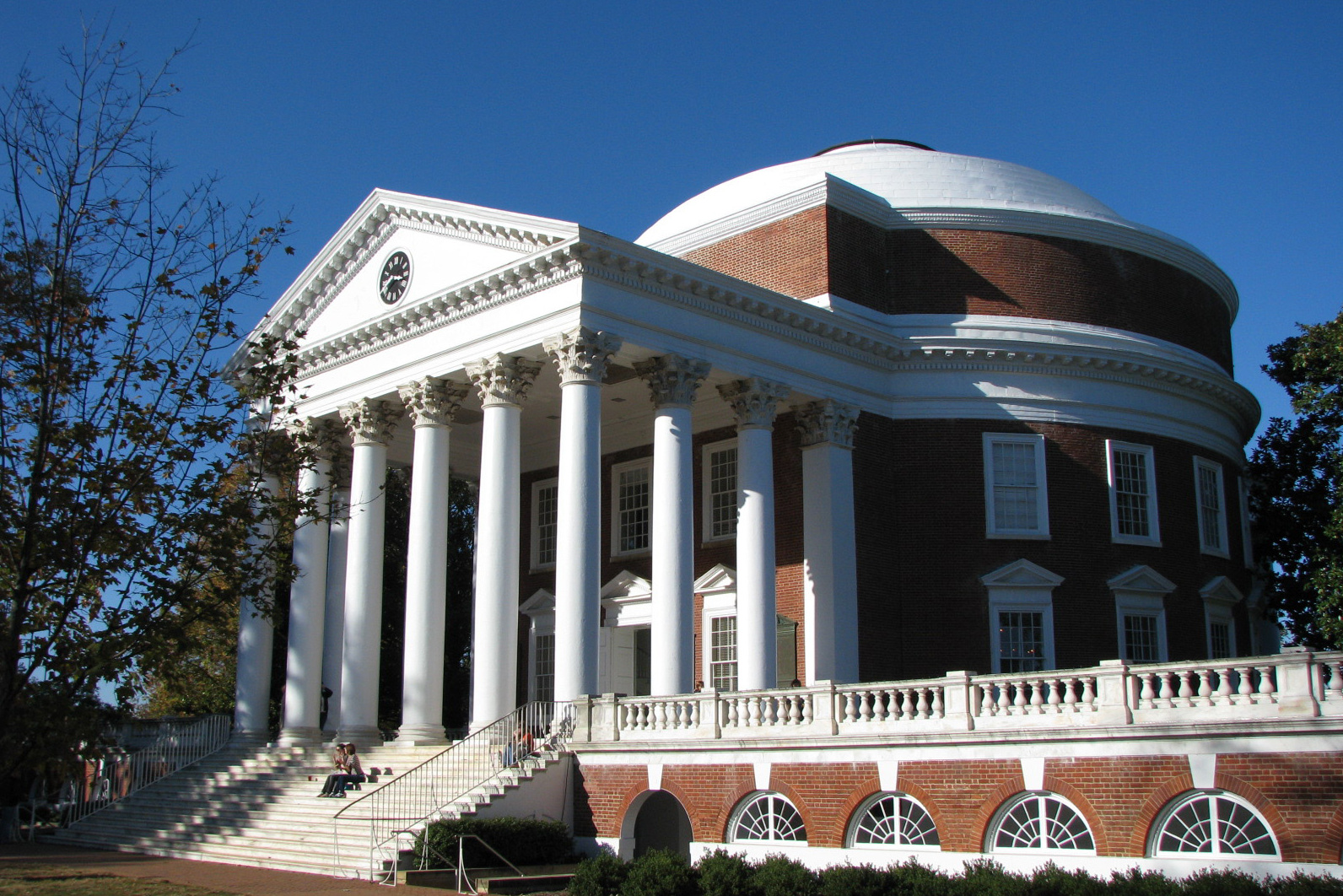
Die Rotunda am Lawn (University of Virginia)

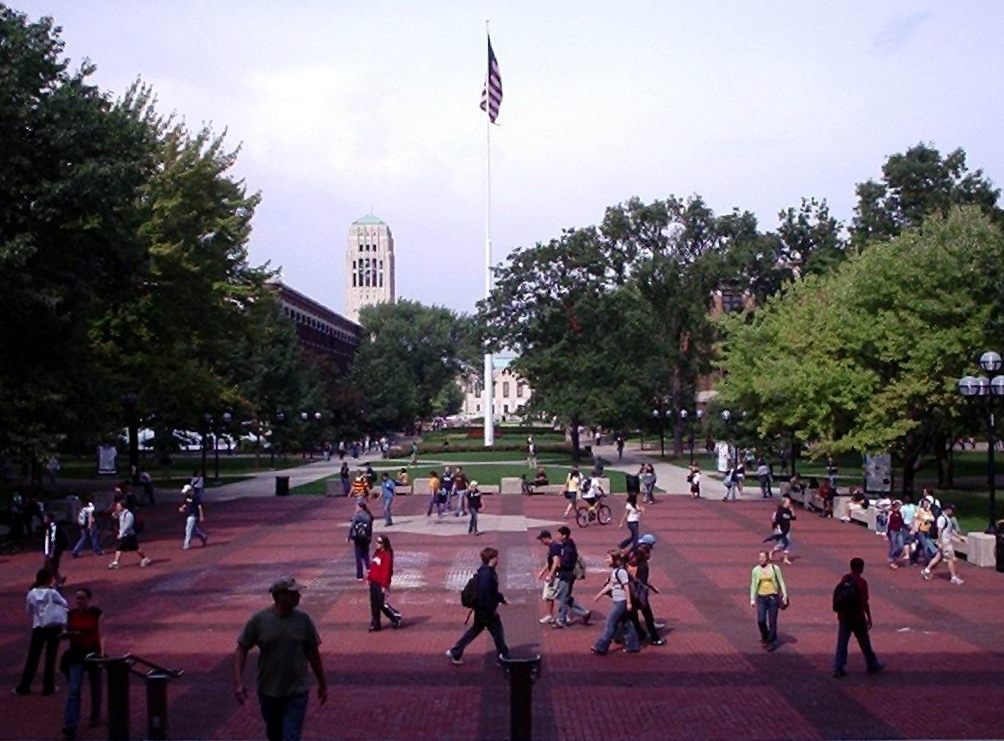
Central Campus Diag (University of Michigan)

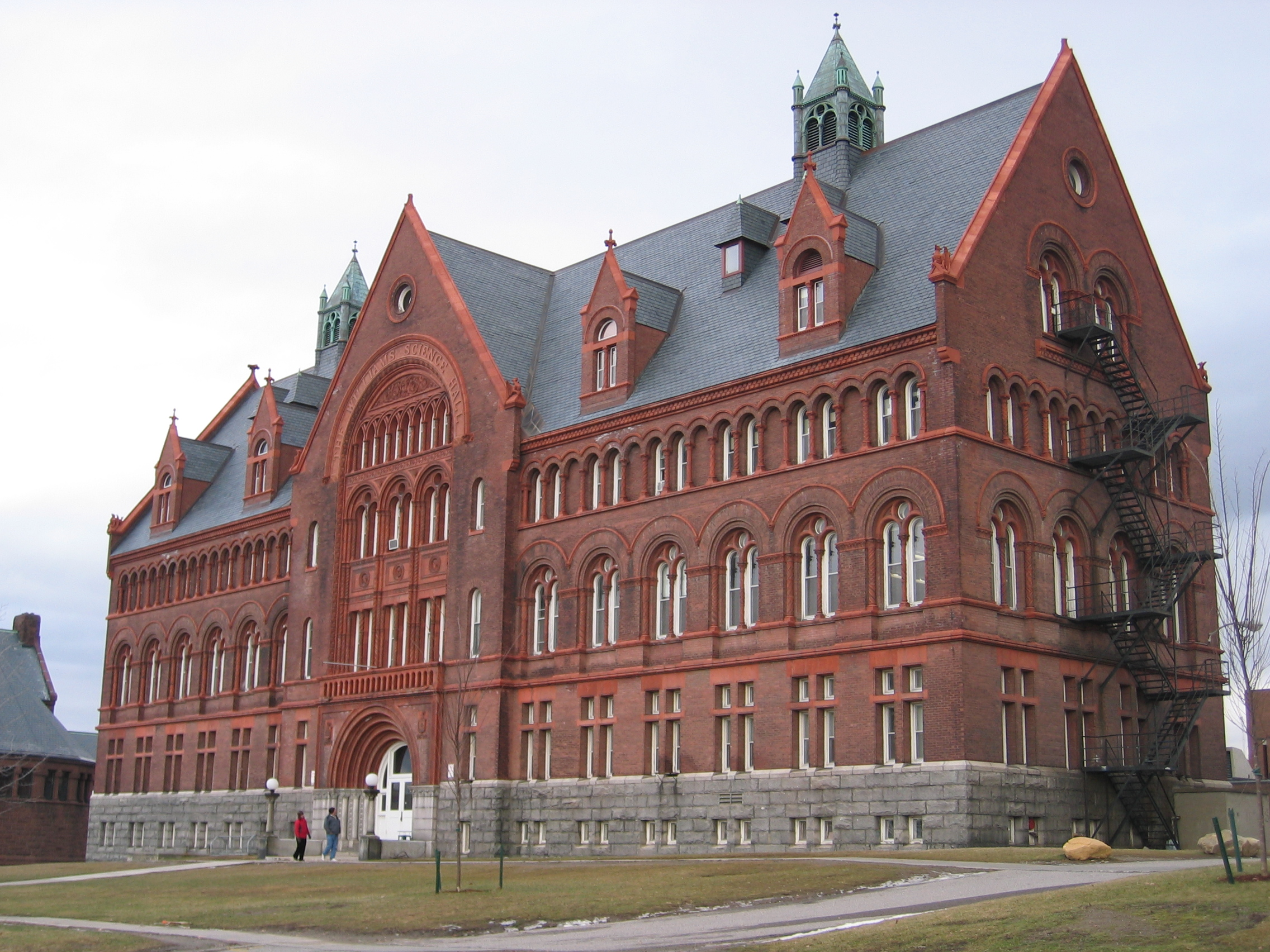
Williams Hall (University of Vermont)

Public Ivy ist eine umgangssprachliche Bezeichnung für eine staatliche Hochschule in den Vereinigten Staaten mit einem ausgezeichneten akademischen Ruf. Der Begriff wurde erstmals von Richard Moll verwendet, um eine öffentlich-rechtliche Hochschule zu bezeichnen, die „ein Ivy-League-Hochschulerlebnis zum Preis einer öffentlichen Hochschule liefert.“ Auch das Journal of Blacks in Higher Education hat diese Hochschulen so charakterisiert: „… konkurrieren erfolgreich mit den Ivy-League-Hochschulen, sowohl was akademische Strenge als auch die Zugkraft auf Superstar-Hochschullehrer und die besten und intelligentesten Studierenden aller Ethnien betrifft.“ Keine der beiden Quellen legt aber nahe, dass die Public Ivies den Status haben, der für die Ivy-League-Hochschulen charakteristisch ist. Der Begriff findet dennoch oft Anwendung in Ratgeber-Büchern über die Wahl einer Hochschule, wenn es darum geht, die besten öffentlichen Universitäten zu beschreiben.
Moll listete in seinem Buch (1985 erschienen) folgende Hochschulen auf (alphabetisch geordnet):
- College of William and Mary (Williamsburg, Virginia)
- Miami University (Oxford, Ohio)
- University of California[3] (insgesamt neun Standorte, darunter Berkeley und Irvine, mit Hauptsitz in Oakland, Kalifornien)
- University of Michigan (Ann Arbor, Michigan)
- University of North Carolina at Chapel Hill (Chapel Hill, North Carolina)
- University of Texas at Austin (Austin, Texas)
- University of Vermont (Burlington, Vermont)
- University of Virginia (Charlottesville, Virginia)

Eine spätere Veröffentlichung der bekannten Serie Greene’s Guides (2001) weitete den Begriff auf weitere Institutionen aus:
- Binghamton University (Binghamton, New York)
- Indiana University Bloomington (Bloomington, Indiana)
- Michigan State University (East Lansing, Michigan)
- Ohio State University (Columbus, Ohio)
- Pennsylvania State University (State College, Pennsylvania)
- Rutgers University (New Brunswick und Piscataway, New Jersey)
- University of Arizona (Tucson, Arizona)
- University of Colorado Boulder (Boulder, Colorado)
- University of Connecticut (Storrs, Connecticut)
- University of Delaware (Newark, Delaware)
- University of Florida (Gainesville, Florida)
- University of Georgia (Athens, Georgia)
- University of Illinois at Urbana-Champaign (Urbana und Champaign, Illinois)
- University of Iowa (Iowa City, Iowa)
- University of Maryland, College Park (College Park, Maryland)
- University of Minnesota (Minneapolis und Saint Paul, Minnesota)
- University of Washington (Seattle, Washington)
- University of Wisconsin[5] (Madison und Milwaukee, Wisconsin)